# Alfonso Merchante de Valeria
Alfonso Merchante de Valeria (1513–1581) foi um prelado católico romano que serviu como Bispo Auxiliar de Burgos (1563–1581) e Bispo Titular de Sidon (1563–1581).

## Biografia
No dia 15 de outubro de 1563, Alfonso Merchante de Valéria foi nomeado durante o papado de Pio IV como Bispo Auxiliar de Burgos e Bispo Titular de Sidon. Em 1563, foi consagrado bispo por Francisco Mendoza Bobadilla, bispo de Burgos. Alfonso de Valeria serviu como Bispo Auxiliar de Burgos até à sua morte em 1581. Enquanto bispo, foi o principal co-consagrador de Sebastián Lartaún, Bispo de Cuzco (1571); Antonio Manrique Valencia, Bispo de Pamplona (1575); Gaspar Juan de la Figuera, Bispo de Jaca (1578); Miguel Rubio, Bispo de Ampurias e Civita (1579); e Miguel Espinosa, Bispo Auxiliar de Valência (1580)